# Kleber Mendonça Filho
Kleber Mendonça Filho [ˈklebeʁ mẽˈdõsɐ ˈfiʎu] est un réalisateur, scénariste et ingénieur du son brésilien, né le 3 novembre 1968 à Recife. Formé au journalisme, il devient critique de cinéma et programmateur, avant de réaliser ses propres films.
Son œuvre, empreinte de critique sociale, intègre des éléments du thriller et du fantastique. 

## Biographie
Kleber Mendonça Filho vit au Royaume-Uni de 1982 à 1987, où sa famille a déménagé après que sa mère a obtenu un PhD d'une université anglaise. Mais il est d'abord né et a vécu toute son enfance à Recife, dans le nord-est du Brésil, où il retourne par la suite. Il y fait des études de journalisme à l'université, et commence à écrire en tant que journaliste et critique de cinéma pour le Jornal do Comércio de Recife et la Folha de S.Paulo.
En parallèle, dans les années 1990, Mendonça réalise des documentaires en vidéo et des courts métrages expérimentaux. Son travail s'appuie sur de multiples supports (vidéo, numérique, 35mm, photographie), d'abord pour des questions de coûts mais ensuite davantage par choix personnel. Parmi ses premiers films on peut citer A Menina do Algodão (La Petite Fille au coton, 2003), Vinil Verde (Vinyle vert, 2004), Eletrodoméstica (2005), Noite de Sexta Manhã de Sábado (Vendredi soir et samedi matin, 2006) et Recife Frio (Tropiques froids, 2009). Ses courts métrages remportent plus d’une centaine de prix au Brésil et à l’étranger, et sont notamment sélectionnés à Karlovy Vary, au BAFICI , à Rotterdam (rétrospective en 2007), à Clermont-Ferrand et à Cannes (Quinzaine des réalisateurs 2005). Ses films sont produits par Cinemascópio, sa propre société de production.
En 2011 il cesse d'écrire des critiques pour se consacrer à son propre projet de long métrage, et parce qu'en tant que réalisateur il ne se sent plus vraiment le droit d'écrire sur le travail des autres, amis ou collègues. Il continue néanmoins une activité de programmateur dans un cinéma de Recife, où il travaille depuis 1999.
Il sort ainsi son premier long métrage en 2012, Les Bruits de Recife, et reçoit un accueil très positif de la critique internationale - notamment d'Anthony Oliver Scott du New York Times, qui le classe dans les meilleurs films de l'année 2012. Son film suivant, Aquarius, est sélectionné dans la compétition du festival de Cannes en 2016.
Mendonça cherche avec ses films à produire des images de sa ville natale, qu'il affectionne particulièrement, et à les faire voyager hors des frontières du Brésil. Il s'agit pour lui de contrecarrer la domination par les images des grands centres de production comme Hollywood, ou, à l'échelle de son pays, par Rio et São Paulo. En tant que réalisateur de courts métrages, il s'est longtemps senti tenu à l'écart de la scène brésilienne, et regrette le peu de crédit accordé à ce format - considérant personnellement ses courts comme aussi importants que ses longs métrages.
Il préside le jury de la 56e Semaine de la critique lors du Festival de Cannes 2017.
Il remporte le prix du Jury pour Bacurau au Festival de Cannes 2019, qu'il a cette fois-ci co-réalisé avec son directeur artistique depuis 2004 (pour la réalisation du court-métrage Electrodomestica), Juliano Dornelles.
En 2020 il est membre du jury du 70e Festival de Berlin, sous la présidence de Jeremy Irons.
En 2021, il est membre du jury du 74e Festival de Cannes, sous la présidence de Spike Lee.
En 2024, il est membre du jury de la 81e Mostra de Venise, sous la présidence d'Isabelle Huppert.
À la suite du documentaire Portraits Fantômes, une exploration de la mémoire de la ville de Recife, il présente en 2025 son cinquième long métrage, L'Agent Secret, un thriller politique se déroulant dans les années 70 à Recife, avec Wagner Moura dans le rôle principal. Présenté lors du Festival de Cannes 2025, il reçoit le prix de la mise en scène, le prix FIPRESCI, ainsi que le prix d'interprétation masculine attribué à Wagner Moura.

## Filmographie

### Longs métrages
- 2008 : Crítico (documentaire)
- 2012 : Les Bruits de Recife (O Som ao Redor)
- 2016 : Aquarius
- 2019 : Bacurau (coréalisé avec Juliano Dornelles)
- 2023 : Portraits fantômes (Retratos fantasmas) (documentaire)
- 2025 : L'Agent secret (O Agente Secreto)

### Courts métrages
- 1997 : Enjaulado
- 2002 : A Menina do Algodão
- 2004 : Vinil Verde
- 2005 : Eletrodoméstica
- 2006 : Noite de Sexta, Manhã de Sábado
- 2009 : Recife Frio

## Distinctions
Liste non exhaustive, :
- Rotterdam IFF - Prix FIPRESCI
- CPH:PIX de Copenhague - Meilleur film
- Rio IFF - Meilleur film et meilleure bande-son
- Sao Paulo IFF - Meilleur film
- Salvador IFF - Meilleur film
- BFI London Film Festival - Mention Spéciale
- Festival du film de Gramado - Prix de la critique, Prix du public, Meilleur réalisateur
- Novi Sad IFF (Serbia) - catégorie “Hungry Days” - meilleur film
- New Horizons IFF (Pologne) - Prix FIPRESCI
- Festival IndieLisboa
- Festival de Cannes 2019 : Prix du Jury pour Bacurau
- Festival de Cannes 2025 : Prix de la mise en scène pour L'Agent secret